# Kanton Pays de Serres Sud-Quercy
 Pays de Serres Sud-Quercy is een kanton van het Franse departement Tarn-et-Garonne. Het kanton maakt deel uit van het arrondissement Castelsarrasin  (20) en Montauban (4).
In 2020 telde het 13.046 inwoners.

Het kanton werd gevormd ingevolge het decreet van 27 februari 2014 , met uitwerking op 22 maart 2015, met Lafrançaise als hoofdplaats.

## Gemeenten
Het kanton omvat volgende 24 gemeenten:.
- Belvèze
- Bouloc-en-Quercy
- Cazes-Mondenard
- Durfort-Lacapelette
- Fauroux
- Labarthe
- Lacour
- Lafrançaise
- Lauzerte
- Miramont-de-Quercy
- Montagudet
- Montaigu-de-Quercy
- Montbarla
- Puycornet
- Roquecor
- Saint-Amans-de-Pellagal
- Saint-Amans-du-Pech
- Saint-Beauzeil
- Sainte-Juliette
- Sauveterre
- Touffailles
- Tréjouls
- Valeilles
- Vazerac